# Johan Stigefelt
Johan Stigefelt, född 17 mars 1976 i Anderstorps församling, är en svensk före detta roadracingförare som numera teamchef för Stiggy Motorsport.

## Roadracingkarriär
Efter att två gånger ha blivit svensk mästare i 125cc flyttade Stigefelt utomlands, och blev Grand Prix-förare. Han slutade 21:a i 500GP 2001, hans enda säsong i kungaklassen. Hans bästa placering i ett VM var åttondeplatsen i Supersport 2006.